# The Brotherhood of Eternal Love
The Brotherhood of Eternal Love era un'organizzazione di assuntori e distributori di stupefacenti che ha operato dalla metà degli anni sessanta fino alla fine degli anni settanta nella contea di Orange, in California. Soprannominata la "Mafia Hippie", ha prodotto e distribuito stupefacenti nella speranza di dare inizio a una "rivoluzione psichedelica" negli Stati Uniti.
L'organizzazione è stata fondata da John Griggs come una comune ma nel 1969 cambiò la propria attività nella produzione di LSD (distribuita sotto il nome di Orange Sunshine) e nell'importazione di hashish.
Nel 1970 l'organizzazione ha incaricato l'organizzazione di sinistra radicale Weather Underground, dietro compenso di 25.000 dollari, di aiutare Timothy Leary a fuggire in Algeria dopo essere evaso dal carcere mentre scontava una condanna a 5 anni per possesso di marijuana.
Le attività dell'organizzazione terminarono il 5 agosto 1972 quando una retata colpì il gruppo e decine di appartenenti all'organizzazione vennero arrestati in California, Oregon e a Maui. Alcuni appartenenti sfuggiti alla cattura continuarono l'attività in maniera clandestina o fuggirono all'estero. Altri membri vennero arrestati nel 1994 e nel 1996. L'ultimo membro venne arrestato nel 2009: Brenice Lee Smith scontò due mesi di carcere prima di dichiararsi colpevole di una singola accusa di traffico di hashish e quindi pubblicato con condanna dichiarata già scontata durante la custodia cautelare.
Nel 2010 Nicholas Schou ha pubblicato un libro sulla fratellanza intitolato Orange Sunshine mentre nel 2016 uscì un documentario diretto da William Kirkley, sempre intitolato Orange Sunshine.